# رنگدانه جانبی
رنگدانه جانبی (به انگلیسی: Accessory pigment)، ترکیبات جاذب نور هستند که در موجودات فتوسنتزی یافت می‌شوند و در ارتباط با سبزینه ای (Chlorophyll a) کار می‌کنند. آنها شامل اشکال دیگر این رنگدانه، مانند سبزینه بی (Chlorophyll b) در جلبک سبز و آنتن‌های (antenna) گیاهی آوندی هستند، در حالی که سایر جلبک‌ها ممکن است حاوی سبزینه سی یا دی باشند. علاوه بر این، بسیاری از رنگدانه‌های کمکی غیرسبزینه مانند کاروتنوئیدها یا فیکوبیلی‌پروتئین‌ها (Phycobiliprotein) وجود دارند که نور را نیز جذب کرده و انرژی نور را به سبزینه سامانه فتوسیستم منتقل می‌کنند. برخی از این رنگدانه‌های جانبی، به‌ویژه کاروتنوئیدها، همچنین برای جذب و دفع انرژی نور اضافی یا به‌عنوان آنتی‌اکسیدان عمل می‌کنند. گروه بزرگ و مرتبط فیزیکی از سبزینه‌ها و سایر رنگدانه‌های جانبی گاهی به‌عنوان بستر رنگدانه نامیده می‌شود.
رنگدانه‌های مختلف سبزینه و غیرسبزینه مرتبط با فتوسیستم‌ها، همگی طیف‌های جذب متفاوتی دارند، یا به این دلیل که طیف رنگدانه‌های سبزینه مختلف توسط محیط پروتئینی محلی‌شان اصلاح می‌شوند یا به این دلیل که رنگدانه‌های کمکی دارای تفاوت‌های ساختاری درون‌تنی هستند. نتیجه این است که، در داخل بدن، طیف جذب ترکیبی از همه این رنگدانه‌ها گسترده و مسطح می‌شود به‌طوری که طیف وسیع‌تری از تشعشعات مرئی و فروسرخ توسط گیاهان و جلبک‌ها جذب می‌شود. بیشتر موجودات فتوسنتزی نور سبز را به خوبی جذب نمی‌کنند، بنابراین بیشتر نور باقی مانده در زیر سایه‌بان‌های برگ در جنگل‌ها یا زیر آب با پلانکتون‌های فراوان سبز است، یک اثر طیفی به نام «پنجره سبز». جاندارانی مانند برخی از سیانوباکتری‌ها و جلبک‌های قرمز حاوی فیکوبیلی‌پروتئین‌های جانبی هستند که نور سبز را جذب می‌کنند که به این زیستگاه‌ها می‌رسد.
در بوم‌سازگان آبی، این احتمال وجود دارد که طیف جذب آب، همراه با گیلوین و تریپتون (به ترتیب مواد آلی محلول و ذرات)، تمایز کنام نورپرورد را تعیین کند. شش شانه در جذب نوری آب بین طول موج‌های ۴۰۰ و ۱۱۰۰ نانومتر مربوط به فرورفتگی در جذب جمعی حداقل بیست گونه مختلف از باکتری‌های نورپرورد است. اثر دیگر به‌دلیل روند کلی آب برای جذب بسامدهای پایین است، در حالی که گیلوین و تریپتون بسامدهای بالاتر را جذب می‌کنند. به‌همین دلیل است که اقیانوس باز آبی به نظر می‌رسد و از گونه‌های زرد رنگی مانند پروکلروکوک (Prochlorococcus) که حاوی دیوینیل کلروفیل ای و بی است حمایت می‌کند. سینچاکوکوس (Synechococcus)، رنگ قرمز با فیکواریترین (Phycoerythrin)، با اجسام ساحلی سازگار است، در حالی که فیکوسیانین (Phycocyanin) به سیانوباکتری‌ها اجازه می‌دهد تا در آب‌های داخلی تیره‌تر رشد کنند.